# Laetmogone ijimai
Laetmogone ijimai is een zeekomkommer uit de familie Laetmogonidae.
De wetenschappelijke naam van de soort werd in 1912 gepubliceerd door K. Mitsukuri.